# Gabacho
Gabacho (al igual que franchute) es un término despectivo utilizado en España para referirse a los franceses y en México para todo lo que tenga que ver con los Estados Unidos.[cita requerida]

## Etimología
La Real Academia Española mantiene que la palabra proviene del occitano gavach, con el significado de «persona que habla mal».
El diccionario etimológico de Corominas coincide en el origen, explicando que el significado propio del vocablo es bocio, enfermedad frecuente en las regiones de alta montaña por la ausencia de yodo en el agua, y que dificulta el habla normal. Esta precisión es refrendada por el Diccionario Etimológico Occitano de Robert A. Geuljans que coincide en que el significado literal de Gavot o Gavach es bocioso, o persona que sufre de bocio, y explica también que esta enfermedad es frecuente en la alta montaña.
El Diccionario de Autoridades de 1734 recoge el término con el significado de soez, puerco y ruin, asociado a los trabajadores temporeros que bajaban desde el norte de los Pirineos hacia Aragón, realizando trabajos de poco prestigio.

## Uso en España
Uno de los primeros usos registrados de este término en España referido en general a los franceses fue alrededor de 1760 en una carta de Giuseppe Baretti publicada en 1772 donde explica: «'Gavacho' es una apelación injuriosa que el vulgo español otorga a los franceses» y añade que en Piamonte también llaman a los saboyardos gavass. Algo posterior es el epigrama de Nicolás Fernández de Moratín «Saber sin estudiar».

### Uso en Cerdaña
Un episodio de la historia local de Cerdaña recoge dramáticamente este uso de la palabra. Cerdaña había sido dividida entre España y Francia a raíz del Tratado de los Pirineos de 1659, pero paisanos de ambos lados de la nueva frontera se concentraban en Puigcerdá para celebrar festejos. Sin embargo, en 1825 la celebración acabó en una matanza provocada por los españoles, que apalearon a los franceses mientras gritaban en catalán «Mateu els gavach, han governat Espanya massa temps!» (en español, «¡Matad a los gabachos, han gobernado España demasiado tiempo!»).[cita requerida]

## Uso en Francia
En distintos lugares de Francia se usa también gavach o gavatx para referirse a regiones vecinas al norte, o montaña arriba. El diccionario de Frédéric Mistral Lou tresor dóu Felibrige recoge el uso en Provenza en referencia a los montañeses alpinos, y en Languedoc para los de la Lozère.
El País Gabaye, o la Gavacherie, toma su nombre del apelativo común de los montañeses Gascones que repoblaron esos valles en el siglo XVI, aunque hay opiniones encontradas al respecto.

## Uso en México
Según Fundeu, el término llegó a México con las intervenciones foráneas a mediados del siglo XIX. Las dos ocupaciones francesas (1838-1839 y 1862-1867) habrían llevado a aplicar el apelativo a dichos invasores y, por extensión, también a los estadounidenses tras la ocupación en los años 1840.Con el tiempo, y olvidados los franceses, el término quedó sólo para los estadounidenses.
En México es bastante común escuchar que la palabra «gabacho» es empleada como un término tanto coloquial como despectivo para referirse a una persona de origen mexicano que vive o que nació y creció completamente en los Estados Unidos. También coloquialmente se suele hacer referencia a los Estados Unidos como El Gabacho (así como a ellos se hace referencia con otras palabras, como El otro lado o Gringolandia; el primero utilizado en las grandes ciudades fronterizas).